# معلم مرحلة ما قبل المدرسة

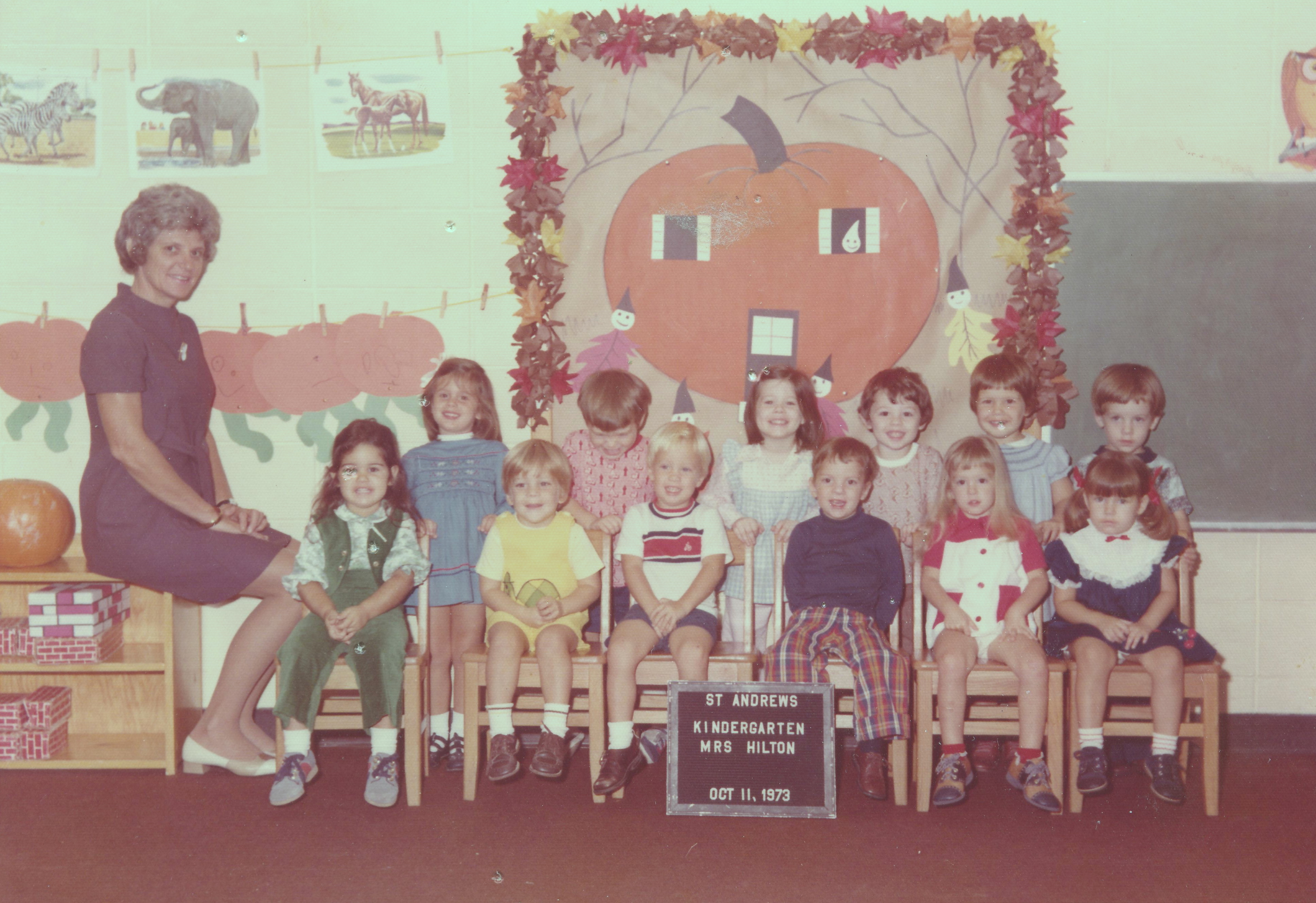

معلم مرحلة ما قبل المدرسة هو نوع من أنواع معلمي مرحلة الطفولة المبكرة يقوم بتعليم الأطفال من سن الثالثة وحتى سن الخامسة، والتي تعد أصغر مراحل تعليم الطفولة المبكرة. ويجب أن يغطي معلمو مرحلة الطفولة المبكرة الفترة من الميلاد وحتى سن الثامنة.
ويتم تشجيع معلمي مرحلة ما قبل المدرسة على حمل شهادات لتعليم الأطفال في مرحلة الطفولة المبكرة في شكل شهادة تنمية الأطفال (CDA) أو تعليم جامعي رسمي متعلق بالطفولة المبكرة أو أي موضوع له صلة بذلك.
يشير المصطلح مرحلة ما قبل المدرسة إلى التعليم في أي سياقات غير تعليمية مثل مراكز التعليم في مرحلة ما قبل المدرسة ورعاية الأطفال المرخصة ومراكز الرعاية الأسرية النهارية ومراكز الرعاية النهارية بالمنزل والبرامج المعتمدة على المراكز والبرامج الفيدرالية مثل برنامج هيد ستارت ومراكز رعاية الأطفال الخاصة بدوام كامل أو جزئي أو مراكز الرعاية النهارية التي تخضع لرعاية الكيانات الدينية. يشير المصطلح مرحلة ما قبل دور الحضانة إلى أولئك المعلمين الرئيسيين الذين يوفرون التعليم في برنامج للأطفال من عمر 4 سنوات ويتم تمويله من خلال نظام المدارس العام الحكومية.
ويجب أن يكون معلمو مرحلة ما قبل المدرسة قادرين على العمل بكفاءة والتفاعل مع الأطفال الصغار، الذين تصل أعمارهم في بعض الأحوال إلى عامين وتسعة أشهر. وتكون فترة التركيز للأطفال في مرحلة ما قبل التعليم قصيرة وغالبًا ما تكون مخاوفهم بسيطة للغاية. ومعظم الأطفال في فترة ما قبل المدرسة يتسمون بالمحبة والعاطفة والرغبة في اللعب وعشق ممارسة الألعاب وأن تتم القراءة لهم بالإضافة إلى اللعب بالألعاب.